# Honskirch
Honskirch é uma comuna francesa na região administrativa de Grande Leste, no departamento de Mosela. Estende-se por uma área de 6,55 km². Em 2010 a comuna tinha 227 habitantes (densidade: 34,7 hab./km²).